# آیرین بدارد
آیرین بـِدارد (انگلیسی: Irene Bedard؛ زادهٔ ۲۲ ژوئیهٔ ۱۹۶۷) یک هنرپیشه و صدا پیشه اهل ایالات متحده آمریکا است. وی از سال ۱۹۹۴ میلادی تاکنون مشغول فعالیت بوده‌است.
یکی از دلایل شهرت او، بازی در نقش «زن سرخپوست» در فیلم‌های گوناگون بوده‌است.
او تا کنون برندهٔ جوایز گوناگونی شده و یک بار هم در سال ۱۹۹۵ میلادی، نامزدِ دریافتِ جایزه گلدن گلوب در شاخهٔ «بهترین هنرپیشه زن در یک سریال کوتاه یا یک فیلم تلویزیونی» شد.
از فیلم‌ها یا برنامه‌های تلویزیونی که وی در آن نقش داشته‌است می‌توان به دنیای جدید (۲۰۰۵)، اسب دیوانه (۱۹۹۶) و زنان واقعی اشاره کرد.